# Сенанколь
Сенанко́ль (фр. Sénancole) — река в регионе Прованс — Альпы — Лазурный Берег на юге Франции в департаменте Воклюз, приток Калавона. Протяжённость реки — 12,6 км.

## География
Сенанколь берёт начало в известняковых скалах Воклюзских гор к северу от хутора Эмбер (коммуна Горд). Русло реки Сенанколь делится на две части. Верхнее русло образовано узкой долиной, пробитой ручьём в ургонских горных известняках. Здесь в Сенанколь впадают ручей Пюи-Нёф, берущий начало у коммуны Мюр, и Валла-де-Миан. Нижнее равнинное русло начинается за Эмбером. Здесь река протекает по аллювиальным отложениям четвертичного периода. Сенанколь меняет направление на юго-западное, достигает территории коммуны Оппед и впадает в Калавон.
Сенанколь является типичной средиземноморской рекой, которая сильно зависит от осадков в горах. Засушливые периоды, когда река практически пересыхает, сменяются сезонами дождей, когда бурные потоки Сенанколя способны вызывать мощные наводнения в долине. Последнее является причиной того, что Горд числится в области подтопления.

## История
Благодаря реке здесь был основан в 1148 году монастырь Сенанк. Инициатором основания был епископ города Кавайон по имени Альфан. Призыв епископа поддержали монахи монастыря Мазан, основавшие новую обитель в узкой долине реки. Старинный хутор Эмбер, ныне входящий в коммуну Горд, появился здесь незадолго до возникновения графства Конта-Венессен. Эмбер также был основан на Сенанколе, которая обеспечивала поля водой.

## Притоки
- ручей Пюи-Нёф (3,1 км)
- Валла-де-Миан (2,0 км)